# القعاد (بني العوام)

تعديل مصدري - تعديل

القعاد هي إحدى قرى عزلة بني العوام بمديرية بني العوام التابعة لمحافظة حجة، بلغ تعداد سكانها 332 نسمة حسب تعداد اليمن لعام 2004.